# Scatman Crothers
Benjamin Sherman Crothers (n. 23 mai 1910, Terre Haute, Indiana, SUA – d. 22 noiembrie 1986, Van Nuys⁠(d), California, SUA), cunoscut profesional sub numele Scatman Crothers, a fost un actor și muzician american. Acesta este cunoscut pentru rolul gunoierului Louie în serialul de televiziune Chico and the Man⁠(d) și cel al personajului Dick Hallorann⁠(d) în lungmetrajul Strălucirea (1980). De asemenea, a fost vocea următoarelor personaje animate: Meadowlark Lemon⁠(d) în Harlem Globetrotters⁠(d), Jazz⁠(d) atât în The Transformers⁠(d), cât și în The Transformers: The Movie⁠(d) (1986), Hong Kong Phooey în Hong Kong Phooey și Scat Cat în filmul Pisicile aristocrate (1970).

## Biografie
Crothers și-a început cariera muzicală în adolescență. A învățat singur să cânte la chitară și la baterie. A făcut parte dintr-o formație care cânta într-un bar clandestin⁠(d) din Terre Haute. În anii 1930, Crothers și-a creat propria formație și cânta cinci zile pe săptămână pentru o emisiune radio din Dayton, Ohio. Managerul stației a considerat că are nevoie de un nume mai memorabil, iar Crothers, fiind cântăreț de scat⁠(d), i-a sugerat numele „Scatman”. S-a căsătorit cu Helen, originară din Steubenville, Ohio, în 1937. În anii 1940, cuplul s-a mutat în California.
A cântat în Los Angeles, Las Vegas și la Teatrul Apollo⁠(d) din Harlem, New York. Casa de discuri Capitol Records a lansat o parte din melodiile sale: „Id Rather Be a Hummingbird”, „Blue-eyed Sally” și „Television Blues”. High Fidelity Records i-a lansat albumul Rock and Roll cu Scatman Crothers. A plecat în turnee organizate de United Service Organizations⁠(d) alături de Bob Hope. De asemenea, a cântat împreună cu Slim Gaillard⁠(d). Conform notelor de pe setul Let Freedom Sing, Crothers a făcut parte din formația The Ramparts.

## Cariera
A debutat în film cu rolul din Meet Me at the Fair⁠(d) (1953). Au urmat roluri în filmul muzical Hello, Dolly!⁠(d) (1969) și The Great White Hope (1970), iar apoi a realizat vocea personajului Scat Cat în filmul de animație The Aristocats (1970). A apărut în patru filme alături de Jack Nicholson: The King of Marvin Gardens⁠(d) (1972), The Fortune⁠(d) (1975), One Flew Over the Cuckoo's Nest (1975) și The Shining (1980). A interpretat un condamnat povestitor în Coonskin⁠(d) (1975), un portar feroviar în Silver Streak⁠(d) (1976), un livrator în The Shootist⁠(d) (1976), Mingo în miniseria Roots⁠(d), (1977), pianistul Tinker în The Cheap Detective (1978), un administrator de circ în Bronco Billy⁠(d) (1982), un antrenor de baseball în Zapped!⁠(d) (1982) și îngeri atât în Two of a Kind⁠(d) (1983), cât și în Twilight Zone: The Movie (1983).
Crothers a devenit prima persoană de culoare care a apărut în mod regulat într-o emisiune de televiziune. După Pisicile aristocrate în 1970, Crothers a obținut roluri de voce⁠(d) precum Meadowlark Lemon în desenele animate Harlem Globetrotters⁠(d) și personajul omonim în Hong Kong Phooey. Timp de patru ani, l-a interpretat pe gunoierul Louie în Chico and the Man⁠(d). În 1966, Hanna-Barbera a difuzat un desen animat special intitulat The New Alice in Wonderland (sau What's a Nice Kid like You Doing in a Place like This?)⁠(d), o versiune modernă a poveștii lui Lewis Carroll, cu Sammy Davis Jr. în rolul pisicii de Cheshire. O adaptare audio urma să fie realizată pentru HB Records, însă din moment ce Davis avea contract cu Reprise Records, Crothers a realizat vocea pisicii pentru album.
Acesta a avut roluri de invitat în Alfred Hitchcock Presents (1958), Dragnet⁠(d) (1967), Bewitched și McMillan & Wife⁠(d) (1971), Adam-12⁠(d) (1972), Kojak și Ironside⁠(d) (1973), Kolchak: The Night Stalker⁠(d) și Sanford and Son (1974), Starsky & Hutch⁠(d) (1977), Îngerii lui Charlie și The Love Boat⁠(d) (1978), Magnum, P.I.⁠(d) (1980) și Taxi (1983). A apărut în două episoade din Laverne & Shirley⁠(d). În anii 1980, a fost vocea robotului Jazz în serialul de televiziune The Transformers. A jucat în trei seriale de scurtă durată în aceeași perioadă: One of the Boys⁠(d) (1982), Casablanca⁠(d) (1983) și Morningstar/Eveningstar (1986).

## Moartea
Pe 22 noiembrie 1986, Crothers a murit la vârsta de 76 de ani în casa sa din Van Nuys, California⁠(d) de cancer pulmonar. Acesta a fost înmormântat în cimitirul Forest Lawn Memorial Park⁠(d) din Los Angeles.

## Premii și onoruri
- Cel mai bun actor în rol secundar, Academia de Science Fiction, Fantezie și Horror - The Shining (1980)[18]
- Stea pe Hollywood Walk of Fame, 1981[18][19]
- NAACP⁠(d) Image Award[18]
- Black Filmmakers Hall of Fame⁠(d), 1987 (postum)[18]

## Filmografie

### Filme de cinema
- King Cole Trio & Benny Carter Orchestra (1950) (short subject) - Crothers

- Yes Sir, Mr. Bones (1951) - Scathman

- The Return of Gilbert and Sullivan (1952)

- Meet Me at the Fair (1953) - Enoch Jones

- Surprising Suzie (1953) (short subject)

- East of Sumatra (1953) - Baltimore

- Walking My Baby Back Home (1953) - Smiley Gordon

- Johnny Dark (1954)

- Team Berlin (1955) (short subject)

- Between Heaven and Hell (1956) - George (nemenționat)

- The Gift of Love (1958) - Sam the Gardner (nemenționat)

- Tarzan and the Trappers (1958) - Tyana

- Alias Jesse James (1959) - a railroad porter (nemenționat)

- Porgy and Bess (1959) - Crabman

- The Sins of Rachel Cade (1961) - Musinga

- Lady in a Cage (1964) - the junkyard proprietor's -sistant (nemenționat)

- The Patsy (1964) - the Shoeshine Boy

- The Family Jewels (1965) - an airport employee (nemenționat)

- Three on a Couch (1966) - a jazz band member (nemenționat)

- Alvarez Kelly (1966) - Bellhop (nemenționat)

- Hook, Line & Sinker (1969) - a corpse (nemenționat)

- Hello, Dolly! (1969) - Mr. Jones, a porter (nemenționat)

- Bloody Mama (1970) - Moses the caretaker

- The Great White Hope (1970) - a carnival barker (nemenționat)

- The Aristocats (1970) - Scat Cat (voice)

- Chandler (1971) - Smoke

- Lady Sings the Blues (1972) - Big Ben

- The King of Marvin Gardens (1972) - Lewis

- Detroit 9000 (1973) - Reverend Markham

- Slaughter's Big Rip-Off (1973) - Cleveland

- Black Belt Jones (1974) - Pop Byrd

- Truck Turner (1974) - Duke

- Win, Place or Steal (1975) - the Attendant

- Linda Lovelace for President (1975) - Super Black

- The Fortune (1975) - the Fisherman

- Coonskin (1975) - Pappy / Old Man Bone (voice)

- One Flew Over the Cuckoo's Nest (1975) - Mr. Turkle

- Friday Foster (1975) - Noble Franklin

- Stay Hungry (1976) - William

- The Shootist (1976) - Moses Brown

- Chesty Anderson, USN (1976) - Ben Benson

- Silver Streak (1976) - Ralson, a railroad porter

- Mean Dog Blues (1978) - Mudcat

- Detectivul ieftin (1978) - Tinker

- Scavenger Hunt (1979) - Sam

- Banjo the Woodpile Cat (1979) - Crazy Legs (voce)

- The Shining (1980) - Dick Hallorann

- Bronco Billy (1980) - Doc Lynch

- The Harlem Globetrotters on Gilligan's Island (1981) (made for TV) - Dewey Stevens

- Zapped! (1982) - Coach Dexter Jones

- Deadly Eyes (1982) - George Foskins

- Twilight Zone: The Movie (1983) - Mr. Bloom (segment "Kick the Can")

- Two of a Kind (1983) - Earl

- The Journey of Natty Gann (1985) - Sherman

- Morningstar/Eveningstar (1986) (TV Series) - Excell Dennis

- The Transformers: The Movie (1986) - Jazz (voce)

- Rock Odyssey (1987) - Jukebox (voce), lansat postum

### Televiziune
- The Adventures of Jim Bowie – episodul – The Quarantine – Cicero (1957)

- Alfred Hitchcock Presents – episodul – Don't Interrupt – Timothy (1958)

- Beany and Cecil - multiple episodes and bumpers - Go Man Van Gogh (singing voice only at first, then regular voice, 1959–1960)

- Bonanza – episodul – The Smiler – Jud (1961)

- The Famous Adventures of Mr. Magoo (1964)

- Dragnet – episodul – The Missing Realtor – Dave Richmond (1967)

- Harlem Globetrotters – George 'Meadowlark' Lemon (1970–71)

- The Wonderful World of Disney – Disney on Parade – King Louie (voice, nemenționat) (1971)

- Bewitched – episodul – Three Men and a Witch on a Horse – Handler (1971)

- The Lorax – TV special – Singer (voice, nemenționat) (1972)

- Nichols – episodul – Eddie Joe – Jack (1972)

- The New Scooby-Doo Movies – episoadele – The Ghostly Creep from the Deep/The Loch Ness Mess/Mystery of Haunted Island (1972–73)

- Kojak – episodul – The Corrupter – Gaylord Fuller (1973)

- Hong Kong Phooey – 16 episoade – Hong Kong Phooey / Penrod 'Penry' Pooch (1974)

- Mannix – episodul – The Green Man – Mudcat (1974)

- The Odd Couple (1970 TV series) – episodul – The Subway Show (1974)

- McMillan & Wife – episodul – Downshift to Danger – Floyd (1974)

- Chico and the Man – Louie the Garbage Man (1974–78)

- Sanford and Son – episodul – The Stand-In – Bowlegs (1975)

- Roots – miniserie – Mingo (1977)

- Dean Martin Celebrity Roast: Angie Dickinson – TV Special – Himself (1977)

- Laff-A-Lympics – Hong Kong Phooey (1977)

- CB Bears – Segment title narrator (1977)

- The Skatebirds – Scat Cat (1977)

- Starsky and Hutch – episodul – Long Walk Down a Short Dirt Road – Fireball (1977)

- Captain Caveman and the Teen Angels – Additional Voices (1977–80)

- NBC Salutes the 25th Anniversary of the Wonderful World of Disney – documentar  – Himself (1978)

- Charlie's Angels – episodul – Angels in Vegas – Jip Baker (1978)

- The Love Boat – cruise ship passenger (1978)

- Vega$ – episoadele – High Roller (Vega$ pilot) , & The Usurper –  Rosey (1978–79)

- The Super Globetrotters – Nate Branch / Liquid Man (1979)

- The Incredible Hulk – episodul – My Favorite Magician – Edgar McGee (1979)

- Laverne & Shirley – episodul – Murder on the Moosejaw Express Part 1 & Part 2 – Porter (1980)

- Magnum, P.I. – episodul – Lest We Forget – Tickler (1981)

- Trollkins – Additional Voices (1981)

- The Harlem Globetrotters on Gilligan's Island – film de televiziune – Dewey Stevens (1981)

- Jokebook – Main Title Singer (1982)

- Benson – episodul – In the Red – Rev. Tompkins (1982)

- Casablanca – Sam (1983)

- Taxi – episodul – A Grand Gesture – Walt (1983)

- This Is Your Life – episodul – Scatman Crothers  (1984)

- The Transformers – voice of Autobot Jazz (1984–86)

- Paw Paws – Eugene the Genie (1985–86)

- The Paper Chase – Mr. Sims (1985)

- The Wonderful World of Jonathan Winters  – Crothers  (1986)